# Berthold-Meister

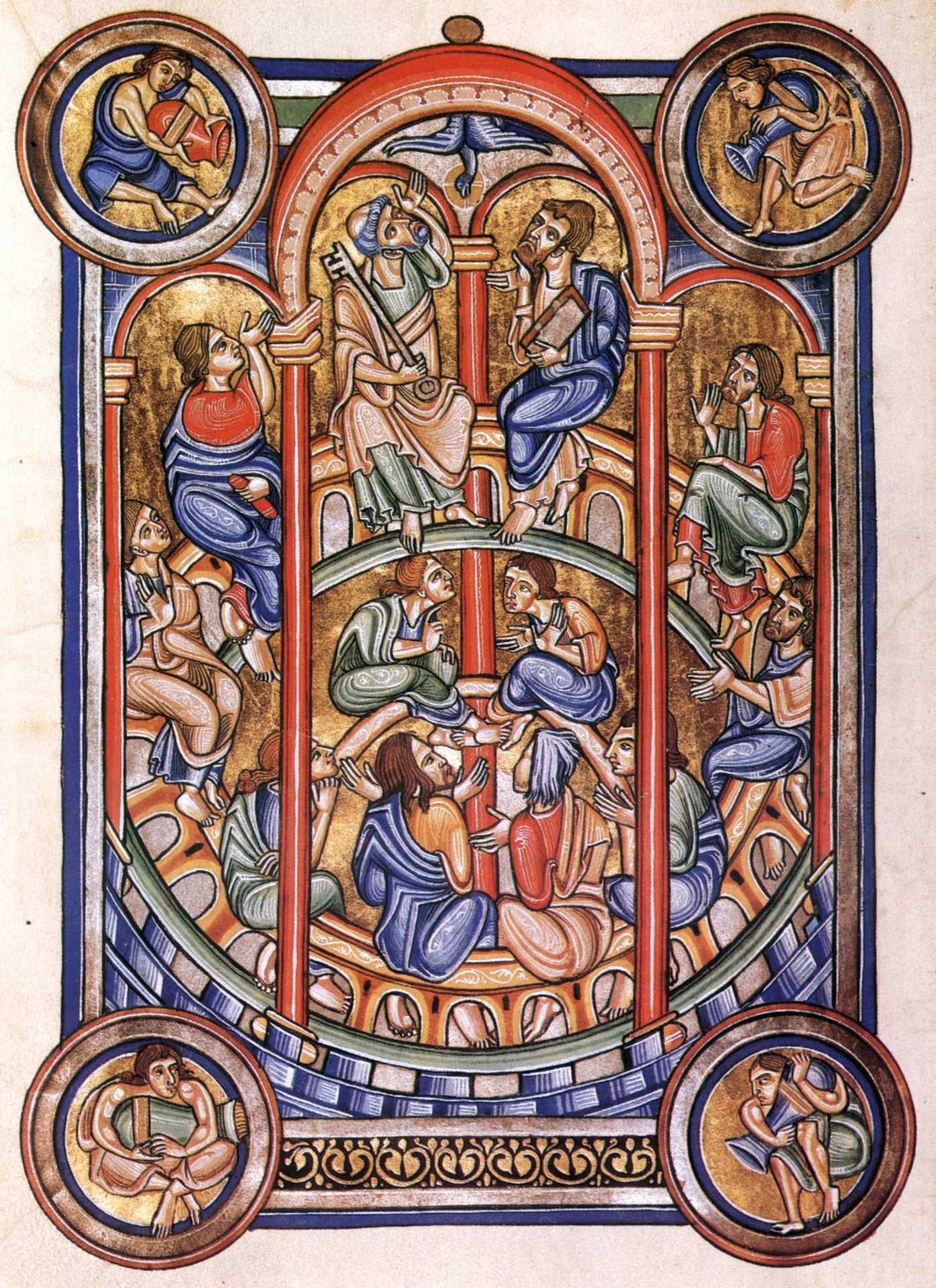
Ausgießung des Heiligen Geistes (Pfingstwunder). F. 64v des Berthold-Sakramentars

Als Berthold-Meister oder Meister des Berthold-Sakramentars (englisch Master of the Berthold Missal) wird in der Kunstgeschichte ein Buchmaler des 13. Jahrhunderts bezeichnet. Der namentlich nicht bekannte Künstler erhielt seinen Notnamen nach den prachtvollen ganzseitigen Illustrationen, die er um 1215 für eine Handschrift für das Kloster Weingarten geschaffen hat. Seine Bilder zu dieser nach ihrem Auftraggeber Berthold, Abt von Weingarten 1200 bis 1232, als Berthold-Sakramentar benannten Handschrift gelten als eines der bedeutenden Beispiele der mittelalterlichen Buchmalerei. Der Meister selbst wird als eine bedeutende, eigenständige und einflussreiche Künstlerpersönlichkeit der Spätromanik betrachtet.
Der Berthold-Meister verbindet in bis dahin einzigartiger Weise den in der Buchmalerei seiner Zeit noch vorherrschenden Stil der karolingischen Buchmalerei mit Elementen der Buchmalerei aus dem Norden Europas, die durch die Schirmherrschaft des Adelsgeschlechts der Welfen über Weingarten durch Kopien von Werken aus dem Maas-Mosel-Raum sowie bis aus England im Kloster bekannt waren; seine Bilder assimilieren die goldene Pracht byzantinischer Malerei, ersetzen deren formelhafte Darstellung aber durch eine dynamische Beweglichkeit in der Figurendarstellung. Dennoch ist in den Bildern des Meisters die traditionelle Ikonographie seiner Epoche erkennbar, wie sie auch die anderen Maler seiner Zeit verwenden.
Dem Berthold-Meister werden neben dem Sakramentar noch einige wenige Illustrationen zu anderen Handschriften zugeordnet, wie z. B. die Ausmalung eines Cantatoriums.